# Troy Balderson
William Troy Balderson, né le 16 janvier 1962 à Zanesville (Ohio), est un homme politique américain. Membre du Parti républicain, il est élu à la Chambre des représentants des États-Unis en 2018.

## Biographie

### Jeunesse et carrière locale
Troy Balderson naît et grandit dans la ferme de sa famille près de Zanesville dans le centre de l’Ohio. 
Il est élu à la Chambre des représentants de l'Ohio en 2008, avec 8 points d’avance sur son adversaire démocrate. Il est nommé au Sénat de l'Ohio en 2011 ; il y préside la commission sur l’énergie et les ressources naturelles.

### Représentant des États-Unis
Balderson se présente en 2018 à la Chambre des représentants des États-Unis dans le 12e district de l’Ohio, où le sortant Pat Tiberi vient de démissionner. La circonscription, historiquement républicaine, se situe dans le centre-nord de l’Ohio et regroupe des banlieues de Columbus et des zones rurales. Considéré comme le candidat de l’establishment républicain, Balderson remporte la primaire pour la fin du mandat de Tiberi et pour l’élection de novembre de justesse, devançant Melanie Leneghan — soutenue par le Freedom Caucus — d’un point : 29 % des suffrages contre 28 %.
Malgré les larges victoires de Donald Trump (11 points) et Tiberi (35 points) en 2016, le républicain se retrouve dans une élection difficile face au démocrate Danny O'Connor. Le 7 août 2018, au soir de l’élection partielle, Balderson arrive très légèrement en tête mais des votes par correspondance restent à compter,. Trois semaines après les élections, Balderson est déclaré vainqueur par 1 680 voix, soit 0,8 points d’avance sur O’Connor. Lors des élections générales de novembre, il est réélu représentant avec une avance plus importante sur O'Connor (51,6 % contre 47,1 %).